# سوريك
سوريك هي قرية في مقاطعة ماكو، إيران. عدد سكان هذه القرية هو 278 في سنة 2006.